# 瓊瑤
瓊瑤（けいよう、1938年4月20日 - 2024年12月4日）は、台湾の恋愛小説家、女性。本名は陳喆（ちん てつ）。主要作品は『一簾幽夢』『還珠格格』など。
繊細な筆触で浮世離れした略奪愛模様を蜿蜒として描くため、「男性は金庸を読み、女性は瓊瑤を読む」と言うほど、中華圏では絶大な人気を誇り、多くの作品は映画やテレビドラマに改編された。

## 概要
1949年、16歳の時に発表した『彩雲』で小説家デビュー、1963年発表の『窓外』によりヒット作家となった。
作品のテーマは主に既婚者との不倫、身分差・年齢差恋愛、教師と生徒の恋などであるが、耽美主義的な作風は多くの人の心を惹きつけた。ただし、古典を多用し、文学性が高いにもかかわらず、恋愛感情を過剰に美化し、現実味を帯びないため、台湾の文学界では長い間、読者に良い影響を与えない通俗小説と見なされた。一方、封建制や階級社会の桎梏を打破し、純粋な恋愛感情を神聖化するため、父母の命令による強制結婚がまだ多かった当時では彼女の作品に好感を持つ人も多かった。

## 人物・親族
中国国民党元老の陳墨西は祖父。歴史学者、台湾師範大学国文系教授の陳致平は父。清の翰林の袁励準は母方の大おじ、女性外交官の袁暁園、作家の袁静は母方の従おば（母の従姉妹）。なお、武侠小説家の金庸も遠戚に当たるが、血縁関係がない。
1959年に6歳年上の男性と結婚したが、1964年に離婚。のち自分の担当出版社の所有者の男性と恋に落ちたが、その男には妻と3人の子供がいた。男はのちに妻と離婚し、2人は1979年に結婚した。
2024年12月4日午後1時22分ごろ、台湾新北市淡水区の自宅で、遺書と共に死亡しているのが発見された。地元警察は、外力の介入がなかったことを確認した。遺書には、自身の死を「軽やかに」と表現し、病苦を避けたいという意志を示し、「私は十分に生きた。この人生を無駄にしたことはない」と記していた。享年86歳。

## 小説リスト

### 短編小説
1. 『六個夢（中国語版）』
2. 『白狐』
3. 『窓外』

### 長編小説
1. 『煙雨濛濛（中国語版）』
2. 『幸運草』
3. 『菟糸花』
4. 『幾度夕陽紅』
5. 『潮声』
6. 『船』
7. 『紫貝殼』
8. 『寒煙翠』
9. 『月満西楼』
10. 『剪剪風』
11. 『彩雲飛』
12. 『庭院深深』
13. 『星河』
14. 『水霊』
15. 『海鴎飛処』
16. 『心有千千結』
17. 『一簾幽夢』
18. 『浪花』
19. 『碧雲天』
20. 『女朋友』
21. 『在水一方』
22. 『秋歌』
23. 『人在天涯』
24. 『我是一片雲』
25. 『月朦朧鳥朦朧』
26. 『雁児在林梢』
27. 『一顆紅豆』
28. 『彩霞満天』
29. 『金盞花』
30. 『夢的衣裳』
31. 『聚散両依依』
32. 『却上心頭』
33. 『問斜陽』
34. 『燃焼吧！火鳥』
35. 『昨夜之灯』
36. 『匆匆、太匆匆』
37. 『失火的天堂』
38. 『冰児』
39. 『剪不断的郷愁-瓊瑤大陸行』
40. 『我的故事』
41. 『雪珂』
42. 『望夫崖』
43. 『青青河辺草』
44. 梅花三弄 三之一 梅花烙
45. 梅花三弄 三之二 鬼丈夫
46. 梅花三弄 三之三 水雲間
47. 両個永恒 二之一 新月格格
48. 両個永恒 二之二 煙鎖重楼
49. 還珠格格 三之一 陰錯陽差
50. 還珠格格 三之二 水深火熱
51. 還珠格格 三之三 真相大白
52. 蒼天有涙 三之一 無語問蒼天
53. 蒼天有涙.三之二 愛恨千千万
54. 蒼天有涙 三之三 人間有天堂
55. 還珠格格第二部 五之一 風雲再起
56. 還珠格格第二部 五之二 生死相許
57. 還珠格格第二部 五之三 悲喜重重
58. 還珠格格第二部 五之四 浪跡天涯
59. 還珠格格第二部 五之五 紅塵作伴
60. 還珠格格第三部 天上人間 三之一
61. 還珠格格第三部 天上人間 三之二
62. 還珠格格第三部 天上人間 三之三
63. 『雪花飄落之前-我生命中最後的一課』

## 参考資料
1. ↑  “男看金庸，女看琼瑶，不男不女看三毛，各位侠友看什么呢？ | 世说新语”. www.sohu.com. 2018年12月11日閲覧。
2. 1 2  “打造愛情無罪的國度─瓊瑤（1938－）-臺灣女人”. women.nmth.gov.tw. 2018年12月11日閲覧。
3. ↑  “琼瑶祖父、民国元老：还原一个真实的陈墨西_升华天下|辛亥革命网|辛亥革命113周年,辛亥网”. www.xhgmw.com (2016年1月22日). 2024年12月7日閲覧。
4. ↑  “瓊瑤「北二女」畢業 爸媽都是國文老師 文學底深厚 - 生活” (中国語). 中時新聞網 (2024年12月4日). 2024年12月7日閲覧。
5. ↑  “瓊瑤家族背景強大！一家都是文壇巨擘 這位曾教過末代皇帝溥儀│TVBS新聞網” (中国語). TVBS (2024年12月6日). 2024年12月7日閲覧。
6. ↑  “【金庸逝世37】「我是他的粉絲」 瓊瑤：金庸大師走了，不勝唏噓” (中国語). 蘋果日報. 2018年12月11日閲覧。
7. ↑  Storm.mg. “劉任昌觀點：父親是名教授，如果考不上大學，那多沒面子？-風傳媒” (中国語). www.storm.mg. 2018年12月11日閲覧。
8. ↑  “【一鏡到底】當愛情巨人倒下 瓊瑤 - 鏡週刊” (中国語). 鏡週刊 Mirror Media. 2018年12月11日閲覧。
9. ↑  “女兒一句話 平鑫濤前妻猜到瓊瑤企圖心 - Yahoo奇摩新聞” (中国語). tw.news.yahoo.com. 2018年12月11日閲覧。
10. ↑  “知名作家琼瑶在家去世，留有遗书，享年86岁｜Whatsnew | 端传媒 Initium Media” (中国語). 端傳媒. (2024年12月4日) 2024年12月4日閲覧。
11. ↑  蔡苡柔 (2024年12月4日). “《還珠格格》作者瓊瑤家中輕生亡 遺書要年輕人「不要放棄生命」” (中国語). 香港01 2024年12月4日閲覧。